# Thibault De Smet
Pour les articles homonymes, voir De Smet.
Thibault De Smet, né le 5 juin 1998 à Bruges en Belgique, est un footballeur belge qui joue au poste de défenseur au Paris FC.

## Biographie

### En club
Né à Bruges en Belgique, Thibault De Smet est formé par le KAA La Gantoise, où il entame sa carrière professionnelle. Il joue son premier match le 27 décembre 2016 face au KRC Genk, en Jupiler Pro League. Il entre en jeu à la place de Lasse Nielsen et son équipe perd la rencontre (2-0 score final). Le 27 janvier 2019, il inscrit son premier but avec les professionnels, lors d'un match de championnat, sur la pelouse du KV Courtrai (victoire 1-2).
Le 28 juin 2019, Thibault De Smet rejoint librement le Saint-Trond VV, où il signe un contrat de trois ans,.
Le 1er juillet 2020, Thibault De Smet s'engage en faveur du Stade de Reims pour un contrat de quatre ans,. Il fait sa première apparition sous les couleurs de Reims le 17 octobre 2020 face au FC Lorient, en championnat. Il est titularisé lors de cette rencontre perdue par son équipe (1-3).
Le 28 juin 2021, De Smet fait son retour en Belgique, au Beerschot VA sous forme de prêt avec option d'achat. Il joue son premier match pour le club le 27 juillet 2021 face au Cercle Bruges KSV, lors de la première journée de la saison 2021-2022 de Division 1A. Il est titularisé et son équipe est battue (0-1).
De retour à Reims à l'été 2022, De Smet n'entre pas dans les plans d'Óscar García et sa première partie de saison 2022-2023 est quasiment blanche. L'éviction de l'entraîneur espagnol en octobre 2022, remplacé par Will Still, permet à De Smet de retrouver une place dans le groupe professionnel et même dans le onze titulaire. Début juin 2023, il prolonge son contrat jusqu'en 2026 avec les Remois.
Lors de l'hiver 2025, il est prêté avec une option d'achat obligatoire au club du Paris FC, qui évolue en Ligue 2. Il aide le club à obtenir la montée en Ligue 1 en terminant vice-champion de Ligue 2.

### En sélections nationales
Thibault De Smet joue son premier match avec l'équipe de Belgique espoirs le 6 septembre 2019 face au Pays de Galles. Il est titulaire lors de cette rencontre qui se solde par la défaite de son équipe (1-0). Le 17 novembre 2020, il inscrit son premier but avec les espoirs, lors d'un déplacement en Bosnie-Herzégovine. Il ne peut toutefois empêcher la défaite de son équipe sur le score de 3-2. Ces rencontres rentrent dans le cadre des éliminatoires de l'Euro espoirs 2021.

## Statistiques

### En club
| Saison                | Club                  | Championnat           | Championnat | Championnat | Championnat | Coupe(s) nationale(s) | Coupe(s) nationale(s) | Coupe(s) nationale(s) | Compétition(s) continentale(s) | Compétition(s) continentale(s) | Compétition(s) continentale(s) | Compétition(s) continentale(s) | Autres compétitions | Autres compétitions | Autres compétitions | Autres compétitions | Total | Total | Total |
| Saison                | Club                  | Division              | M.          | B.          | P.d.        | M.                    | B.                    | P.d.                  | Comp.                          | M.                             | B.                             | P.d.                           | Comp.               | M.                  | B.                  | P.d.                | M.    | B.    | P.d.  |
| 2016-2017             | KAA La Gantoise       | Division 1A           | 4           | 0           | 0           | -                     | -                     | -                     | C3                             | 1                              | 0                              | 0                              | PO1                 | 0                   | 0                   | 0                   | 5     | 0     | 0     |
| 2017-2018             | KAA La Gantoise       | Division 1A           | 0           | 0           | 0           | 1                     | 0                     | 0                     | C3                             | -                              | -                              | -                              | PO1                 | 0                   | 0                   | 0                   | 1     | 0     | 0     |
| 2018-2019             | KAA La Gantoise       | Division 1A           | 4           | 1           | 0           | 1                     | 0                     | 0                     | C3                             | 0                              | 0                              | 0                              | PO1                 | 1                   | 0                   | 0                   | 6     | 1     | 0     |
| Sous-total            | Sous-total            | Sous-total            | 8           | 1           | 0           | 2                     | 0                     | 0                     | -                              | 1                              | 0                              | 0                              | -                   | 1                   | 0                   | 0                   | 12    | 1     | 0     |
| 2019-2020             | Saint-Trond VV        | Division 1A           | 12          | 0           | 1           | 2                     | 0                     | 0                     | -                              | -                              | -                              | -                              | -                   | -                   | -                   | -                   | 14    | 0     | 1     |
| 2021-2022             | Beerschot VA (prêt)   | Division 1A           | 24          | 0           | 1           | 1                     | 0                     | 0                     | -                              | -                              | -                              | -                              | -                   | -                   | -                   | -                   | 25    | 0     | 1     |
| 2020-2021             | Stade de Reims        | Ligue 1               | 8           | 0           | 0           | 1                     | 0                     | 1                     | C3                             | 0                              | 0                              | 0                              | -                   | -                   | -                   | -                   | 9     | 0     | 1     |
| 2022-2023             | Stade de Reims        | Ligue 1               | 22          | 0           | 1           | 1                     | 0                     | 0                     | -                              | -                              | -                              | -                              | -                   | -                   | -                   | -                   | 23    | 0     | 1     |
| 2023-2024             | Stade de Reims        | Ligue 1               | 27          | 0           | 1           | 2                     | 0                     | 0                     | -                              | -                              | -                              | -                              | -                   | -                   | -                   | -                   | 29    | 0     | 1     |
| 2024-2025             | Stade de Reims        | Ligue 1               | 5           | 0           | 0           | 1                     | 0                     | 1                     | -                              | -                              | -                              | -                              | -                   | -                   | -                   | -                   | 6     | 0     | 1     |
| Sous-total            | Sous-total            | Sous-total            | 62          | 0           | 2           | 5                     | 0                     | 2                     | -                              | -                              | -                              | -                              | -                   | -                   | -                   | -                   | 67    | 0     | 4     |
| 2024-2025             | Paris FC (prêt)       | Ligue 2               | 15          | 0           | 3           | -                     | -                     | -                     | -                              | -                              | -                              | -                              | -                   | -                   | -                   | -                   | 15    | 0     | 3     |
| Total sur la carrière | Total sur la carrière | Total sur la carrière | 121         | 1           | 7           | 10                    | 0                     | 2                     | -                              | 1                              | 0                              | 0                              | -                   | 1                   | 0                   | 0                   | 133   | 1     | 9     |

## Palmarès
Thibault De Smet est vice-champion de Ligue 2 en 2025 avec le Paris FC.

## Vie privée
Thibault De Smet est le frère aîné de Mathieu De Smet (nl), également footballeur.